# Elina Guseva
Elina Guseva (russisk: Элина Игоревна Гусева tr. Elina Igorevna Guseva , født 20. januar 1964 i Asjkhabad, Turkmenske SSR) er en sovjetisk og senere russisk tidligere håndboldspiller, der deltog for sovjetunionen under Sommer-OL 1988 og for blandede hold hold Sommer-OL 1992.
I 1988 vandt hun en bronzemedalje for de sovjetiske hold. Hun spillede i en kamp og scorede et mål.
Fire år senere var hun med på de blandede hold, hvor hun vandt en bronzemedalje. Hun spillede i alle fem kampe og scorede 14 mål.
Hun spillede fra 1982-1994 for "Avtomobilist"/"Bakinka" i Baku, Aserbajdsjan.